# The Funky Knuckles
The Funky Knuckles ist eine US-amerikanische sechsköpfige Fusion-Band.

## Geschichte
Die Band wurde um 2010 in Dallas als Trio gegründet, bestehend aus dem Keyboarder und Sänger Caleb McCampbell, dem Bassisten Wes Stephenson und dem Schlagzeuger Cedric Moore. Während der wöchentlichen Auftritte im Rahmen eines Dauerengagements in der Tini Bar in Dallas stießen neue Mitglieder hinzu, darunter der Gitarrist Phill Aelony, der Saxofonist Ben Bohorquez, der Trompeter Evan Weiss und der Perkussionist Frank Moka. 2012 erschien das Debütalbum As of Lately auf GroundUp, dem Label des Fusionmusikers Michael League. Das 2014 veröffentlichte zweite Album Meta-Musica erreichte Platz eins der iTunes Jazzcharts.

## Diskografie
- 2012: As of Lately (GroundUp Music)
- 2014: Meta-Musica (GroundUp Music)
- 2016: New Birth (GroundUp Music)
- 2019: Delicious (Ropeadope Records)
- 2023: The Way It Is (GroundUp Music)